# A Woman's Way (1928)
A Woman's Way is een Amerikaanse stomme film uit 1928, onder regie van Edmund Mortimer. De hoofdrollen worden vertolkt door Margaret Livingston, Warner Baxter en Armand Kaliz. Destijds werd de film in Nederland uitgebracht onder de titel Schaduwen van Parijs. De film is wellicht zoekgeraakt.

## Verhaal
Liane is een Parijse danseres met ambities om het te maken bij het gezelschap van de opera. Ze wordt verliefd op Tony, een rijke Amerikaan die haar helpt om prima ballerina te worden. Wanneer Jean, een crimineel die ze ooit beschermde, ontsnapt uit de gevangenis en haar opzoekt, helpt ze de politie bij zijn arrestatie om zo haar naam te zuiveren en een gelukkig leven met Tony op te bouwen.

## Rolverdeling
| Acteur              | Personage   |
| ------------------- | ----------- |
| Margaret Livingston | Liane       |
| Warner Baxter       | Tony        |
| Armand Kaliz        | Jean        |
| Mathilde Comont     | Mother Suzy |
| Ernie Adams         | Pedro       |
| John St. Polis      | Mouvet      |